# سر مسحة المرضى

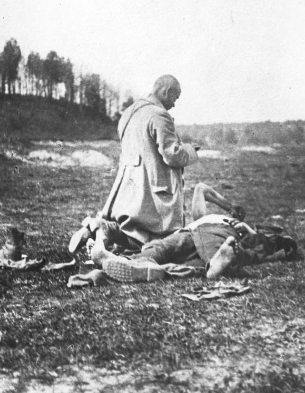

سر مسحة المرضى، هو أحد الأسرار السبعة المقدسة في المسيحية وقد نصّ عليه العهد الجديد، ويمنح برشم الجبين بزيت الزيتون مباركًا، أي مقروءًا عليه نصوص وصلوات. ومن الممكن أن يمنح للمرضى أو المنازعين أو قبيل العمل الجراحي، ويظهر تضامن الكنيسة الجامعة مع المريض، ويجلب بركة الله له، حسب تعليم الكنيسة الكاثوليكية.